# Ruger Bearcat
Le Ruger Bearcat est un revolver à simple action de calibre .22 fabriqué par Sturm, Ruger & Co. et commercialisé à partir de 1958. Il est fondé sur les revolvers classiques Remington à simple action de la moitié du XIXe siècle. Du fait de sa taille et sa carcasse compactes, il revendiquait être idéal pour les randonneurs et les campeurs ayant besoin d'un revolver de calibre .22 Long Rifle,.

## Conception
En 1974 Ruger a breveté un système de sécurité à barre de transfert pour ses revolvers à simple action et a arrêté la production du Bearcat, qui n'était pas facilement adaptable à la nouvelle conception de la barre de transfert. En 1993, Ruger a réintroduit le Bearcat sous le nom de New Bearcat, incorporant désormais le système de barre de transfert.
Au début des années 1980, Bill Ruger a accordé une interview à un rédacteur de la Ruger Collector's Association (RCA) et a parlé du Bearcat. Il a déclaré que le Bearcat était le premier revolver pour lequel les ingénieurs de Ruger avaient développé la barre de transfert et qu'ils auraient facilement pu le fabriquer ainsi en 1974. Ils l'ont abandonné, a dit Bill, à cause d'une erreur du département marketing. Lorsque ce service a envoyé le catalogue 1974 et les bons de commande aux distributeurs, il a oublié d'y inclure le Bearcat. Lorsque les commandes sont revenues sans le Bearcat, ils ont supposé qu'il n'y avait pas de demande et l'ont abandonné. Aujourd'hui, seuls les anciens membres de la Ruger Collector's Association connaissent la véritable histoire du Bearcat original, car cette histoire a été publiée dans le Ruger Collectors Journal et fait partie de leur histoire.

## Variantes

### Bearcat première édition
Le Bearcat original était équipé d'un guidon fixe et d'un cran de mire carré à l'arrière. Il était doté d'une carcasse solide en alliage et d'une poignée en plastique non fendue, remplacée plus tard par une poignée en noyer. Il est également doté de ressorts hélicoïdaux en fil pour instruments de musique et d'un barillet gravé non cannelé.

### Bearcat deuxième édition
Le Bearcat 2e édition a été commercialisé en 1971 comme une version améliorée du Bearcat original, et rebaptisé Super Bearcat ; il était doté d'un cadre entièrement en acier à la place de celui en alliage.

### Bearcat troisième édition
Le Bearcat 3e édition, également connu sous le nom de New Bearcat, est le modèle réintroduit par Ruger en 1993. Il est doté de poignées lisses en palissandre avec un médaillon Ruger incrusté et intègre également le nouveau système de sécurité Ruger à barre de transfert. Il était proposé avec un barillet supplémentaire en .22 WMR, qui a été rappelé par Ruger en avril 1994 en raison d'un problème de mauvais synchronisme des barillets.
En 2002, Ruger a commencé à proposer le Bearcat en acier inoxydable.
En 2008, une édition du 50e anniversaire a été lancée avec des écritures en or et des gravures spéciales. 2 539 unités ont été produites.
En 2015, Ruger a introduit une variante du Bearcat avec des visées réglables, répondant ainsi à une critique de longue date sur les limites des visées fixes.